# Családi találkozó (Bazille-kép)
A Családi találkozó (Réunion de famille) Jean Frédéric Bazille francia festő alkotása, amely a párizsi Musée d’Orsay gyűjteményének része.

## Keletkezése
Bazille közeli barátságban volt Pierre-Auguste Renoirral és Claude Monet-val, erősen inspirálta őt a két művész elkötelezettsége a szabadban festés iránt. Egy családi találkozó alkalmával a Montpellier-hez közeli Méric-ben található birtok kerti teraszán örökítette meg tíz rokonát, illetve a kép bal szélén saját magát a festő. Az erős fény-árnyék kontrasztok a dél-franciaországi verőfényes napokat idézik. A csoport egy terebélyes fa árnyékában helyezkedik el; a sötétebb tónus kihangsúlyozza a napfényben fürdő területek és az égbolt ragyogó színeit.
Bazille a kép keletkezése előtt nem sokkal vásárolta meg Monet hasonló tematikájú művét, a Nők a kertbent. Ellentétben Monet képével, amelyen a nők tekintete a kompozíción belüli tárgyakra és alakokra irányul, Bazille szereplőinek egy része a szemlélő felé néz, ami merev hatást kölcsönöz. A festő 1867 nyarán kezdett dolgozni alkotásán, majd a télen átdolgozta. Az 1868-as párizsi szépművészeti kiállításon (Salon) bemutatták a képet, ezután Bazille ismét alakított rajta.
A Salon válogatói Monet jóval bátrabb festményét, a Nők a kertbent visszautasították. Bazille-t meglepte a bírálóbizottság döntése, és egy levélben így szabadkozott emiatt: nem tudom, hogyan, valószínűleg tévedésből (történt).
Jean Frédéric Bazille 1870-ben elesett a porosz–francia háborúban, képei családjára maradtak. Fivérétől, Marc Bazille-tól 1905-ben került a francia államhoz a festmény, amely 1905 és 1929 között a Musée du Luxembourg gyűjteményének rész volt, majd a Louvre-ba került. 1986 óta a Musée d’Orsay-ban látható.